# Дэвис-Симфони-Холл
Симфонический зал Луизы М. Дэвис или Дэвис-Симфони-Холл (англ. Louise M. Davies Symphony Hall) — концертный зал, являющийся частью Военного Мемориала и Центра Исполнительных Искусств Сан-Франциско, расположенный в Сан-Франциско, Калифорния. Зал с 2743 посадочными местами стоимостью 28 миллионов долларов был построен в 1980 году для предоставления постоянной площадки для выступлений и репетиций Симфонического оркестра Сан-Франциско.
Прежде, симфонический оркестр использовал рядом стоящее здание Оперного Театра Военного Мемориала Сан-Франциско с Оперой и Балетом Сан-Франциско. Строительство Зала Дэвис позволило симфоническому оркестру перейти на полный рабочий день и круглогодичное расписание.

## Акустика

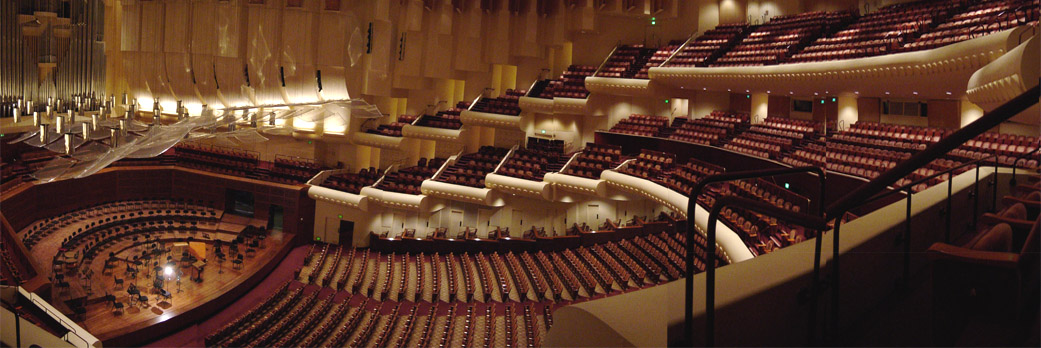
Аудитория

Спроектированный фирмой Skidmore, Owings & Merrill и Пьетро Беллуски вместе с консалтинговой фирмой в области акустики Bolt, Beranek and Newman, современный дизайн зала визуально элегантен, как внутри, так и снаружи. «Облако» подвижных выпуклых акриловых отражающих панелей над сценой позволяет акустическому пространству быть скорректированным в соответствии с размером оркестра и публики, в то время как настраиваемые тканевые баннеры вокруг зрительного зала могут изменить время реверберации приблизительно от одной до двух с половиной секунд.
Архитекторы создали акустическую изоляцию пространства для выступлений, построив здание внутри здания. Во внешнем здании в качестве навесной стены используется структурное стекло толщиной один дюйм, а расположенная за ним структурная стена служит задней стеной вестибюльного пространства. Проход через дверь ведет в коридор, ограниченный с одной стороны стеной вестибюля, а с другой — несущей стеной внутреннего здания. Этот непрерывный коридор действует как акустический изолятор и покрыт звукопоглощающим материалом.
Как бы то ни было, большой объем зала и количества сидячих мест изначально привели к далеко не идеальным результатам. В 1992 году компания Kirkegaard Associates выполнила акустическую реновацию, стоимостью 10 миллионов долларов, которая привела к существенному улучшению звука.
Модификация включала: сужение и формирование стен над сценой для уменьшения пространства и увеличения полезных отражений; замену облака отражающих дисков на более эффективный массив изогнутых прямоугольных панелей, покрывающих большую площадь и теперь регулируемых с помощью компьютера; перемещение стен, для сужения зрительного зала и придания ему более прямоугольной формы; добавление проходов заменивших часть сидений; добавление рассеивающих элементов в различных частях зала и увеличение наклона пола зрительного зала для обеспечения лучшего обзора. В дополнение фирма установила на сцене стояки, позволяющие музыкантам не только видеть, но и слышать друг друга лучше. Эти и другие изменения улучшили не только акустику, но также и красоту зала.

## Концертный орган Fratelli Ruffatti
Электропневматический орган фирмы Fratelli Ruffatti со 147 регистрами был установлен в 1984 году. Он был спроектирован для исполнения различного музыкального репертуара от пре-барокко до современной музыки. Пульт органа может быть перепрограммирован электронным способом для того, чтобы соответствовать двум основным школам организации клавиш органа: немецкой и французской. Пульт органа мобилен и может быть размещен там, где это соответствует задумке выступления или храниться вне сцены, когда он не используется.

## Удобства

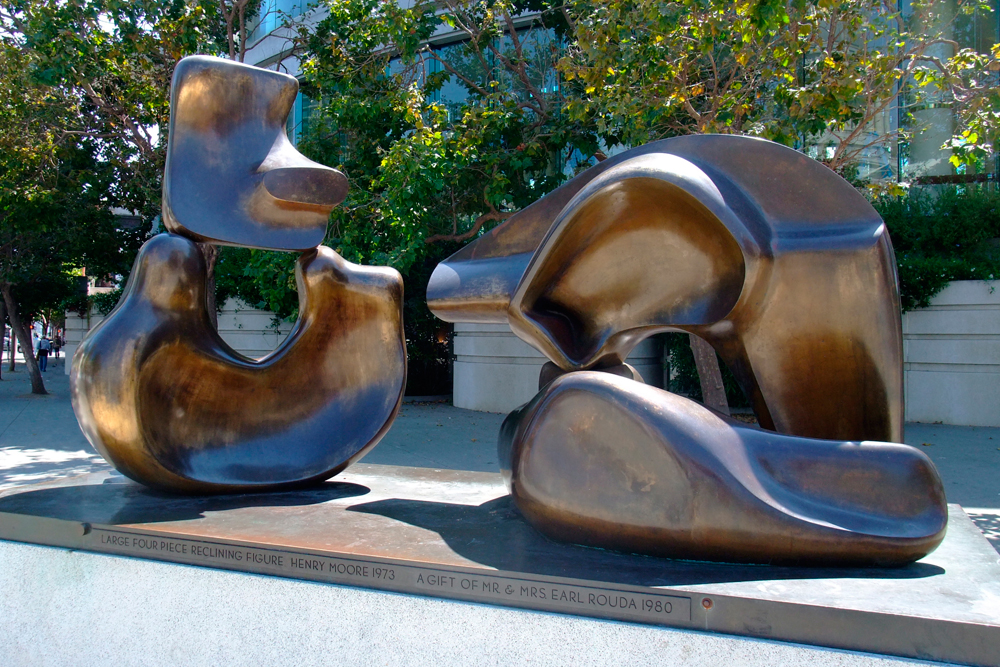
Четыре части равалившейся Фигуры 1972–73 Генри Мур, 1973. Бронза, примерно 4 метра.

В дополнение к концертному залу, в примыкающем здании находится Репетиционный зал Гарольда Л. Целлербаха, состоящий из трех отдельных репетиционных помещений. Самое большое из них было спроектировано таким же размером, как и сцена Оперного Театра, находящегося через улицу, для проведения репетиций Оперы и Балета Сан-Франциско. Дэвис-Симфони-Холл также располагает офисами для персонала симфонического оркестра, музыкальной библиотекой, гримерными, комнатой отдыха и шкафчиками для музыкантов Симфонического оркестра, а также комнатой Уоттиса — отдельной столовой для крупных меценатов. Предложенный зал для сольных концертов так и не был построен; эта часть пространства остается пустой и используется для парковки персонала.
Бронзовая скульптура Генри Мура «Большие 4 части развалившейся фигуры 1972-73» (1973 года) выставлена снаружи зала на углу улицы Грув-стрит и авеню Ван Несс.
В Дэвис-Симфони-Холл также иногда проходят выступления современных музыкантов без участия оркестра.

## Критика
В 1980 году Пол Голдбергер — журналист The New York Times назвал зал «зданием, совершенно запутавшимся в стиле, плохим гибридом, в котором нет как ни воодушевления каким-либо из аспектов идентичности города, ни мощных традиций» (англ. "a building utterly confused about style, a poor hybrid that has neither the verve of one aspect of the city's identity nor the powerful tradition of another."